# Гольденберг, Исаак
Исаак Гольденберг (нем. Heinrich Isaac Goldenberg), в некоторых источниках Энрике Исаак Гольденберг (порт.-браз. Henrique Isaac Goldenberg) или Энрике Гонденберг (порт.-браз. Henrique Gondenberg) — австрийский футболист, защитник. После завершения игровой карьеры работал тренером в Южной Америке.

## Карьера
Исаак Гольденберг, по его собственным словам, выступал за клубы «Хакоах» из Вены, «Маккаби» из Бухареста и «Расинг» из Парижа. Также он заявил, что сыграл одну встречу за сборную Румынии против Чехословакии в Праге. В 1936 году Гольденберг переехал в Аргентину. Там футболист попытался устроиться в «Расинг», однако неудачно. После этого Исаак уехал в Бразилию.
В 1937 году Гольденберг встал на тренерский мостик «Интернасьонала», став одним из первых иностранных тренеров в истории клуба. Годом позже он работал с «Гремио Форса-е-Лус». По некоторым данным Исаак в 1939 году ненадолго стал главным тренером «Коринтианса», однако другие источники это не подтверждают. В том же году Гольденберг возглавил «Сантос». Клуб под его руководством выступал два сезона, проведя 40 матчей, из которых 18 выиграл, 12 свёл вничью и 10 проиграл.
В 1941 году Гольденберг, по его собственным словам, вновь уехал в Аргентину, где стал работать в «Уракане», а затем в «Тигре». Позже он трудился в уругвайской команде «Рампла Хуниорс». В 1952 году он работал в Бразилии в клубе «Крузейро» из Порту-Алегри и в «Понте-Прете». Затем работал ассистентом в чилийском клубе «Иберия Лос-Анхелес». Позже трудился в «Химнасии и Эсгриме» из Мендосы, «Индепендьенте» и клубе «Сан-Мартин». Также тренировал клуб Сантьяго Уондерерс. В 1966 году Исаак во второй раз стал тренером «Крузейро». В 1960 году Гольденберг был главным тренером клуба «Португеза Сантиста».